# 파로노마지아
파로노마지아(paronomasia, pun) 또는 재담은 의도된 유머나 수사적 효과를 위해 용어 또는 비슷하게 들리는 단어의 다양한 의미를 활용하는 언어유희(말장난)의 한 형태이다. 이러한 모호함은 동음이의어, 동형어, 환유어 또는 비유적 언어를 의도적으로 사용하는 데서 발생할 수 있다. 파로노마지아는 올바른 표현에 대한 부정확한 변형이지만 다양한(올바른 또는 상당히 합리적인) 해석이 있는 표현을 포함한다는 점에서 말라프로피즘(malapropism)과 다르다. 파로노마지아는 농담이나 관용적 구성으로 간주될 수 있다. 특히 파로노마지아의 용법과 의미가 일반적으로 특정 언어나 문화에 따라 다르기 때문이다.
파로노마지아는 글쓰기에 있어서 오랜 역사를 가지고 있다. 예를 들어, 로마 극작가 플라우투스는 재담과 단어 게임으로 유명했다.

## 같이 보기
- 두운
- 아재 개그
- 몬더그린
- 두음전환